# Lachemilla ocreata
Lachemilla ocreata är en rosväxtart som beskrevs av Per Axel Rydberg. Lachemilla ocreata ingår i släktet Lachemilla och familjen rosväxter. Inga underarter finns listade i Catalogue of Life.